# 陶菲克帕夏

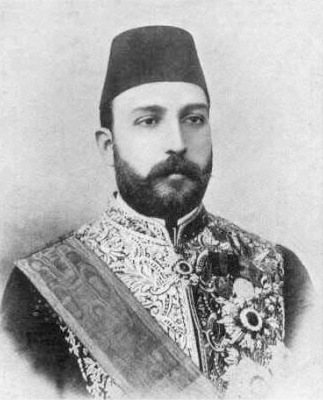
陶菲克帕夏

陶菲克帕夏（1852年11月15日—1892年1月7日），埃及穆罕默德·阿里王朝的第6任统治者，1879年至1892年间，成为埃及与苏丹的赫迪夫。

## 生平
陶菲克帕夏生于赫勒万，为伊斯梅尔帕夏的长子。1892年，陶菲克去世，年仅39岁。